# Fůra sena
Fůra sena nebo Vůz sena (se senem) je první z velkých triptychů namalovaných nizozemským mistrem Hieronymem Boschem v letech 1500–1502, který otvírá nejcharakterističtější období jeho tvorby. Tématem triptychu se stala nicota života – fůra sena v pojetí středověkého vlámského přísloví „Svět je kopec sena, každý si z něj bere, co chce.“ Bosch zde také rozvíjí téma šílenství, které zpracoval už na Lodi bláznů.
Triptych má na výšku 135 cm, centrální obraz na šířku 100 cm a boční křídla 45 cm. Originál je k vidění v Pradu a existuje též kopie umístěná v El Escorialu.

## Popis
Zavřený triptych odhaluje výjev Poutník (Cesta života), kde poutník jde cestou lemovanou kostmi a za ním se odehrávají dramatické události života – přepadení před vraždou a slastný tanec vedoucí ke hříchu – a šibenice, symbol trestu. Podobná postava, jako je zde vyobrazený poutník, se objevila též na Boschově obraze Ztracený syn (též Kulhavý poutník nebo Tulák).
Kompozice otevřeného triptychu typicky pro Bosche zachycuje dějiny života zleva doprava. Na levém křídle je zachycen ve třech momentech Eden, při stvoření lidí, při prvotním hříchu a při vyhnání. Na ústředním obraze je vůz s fůrou sena tažený stvůrnými bytostmi do pekla, ze kterého se snaží lidé urvat část nákladu. V průvodu nechybí papež ani císař, kteří jediní jedou na koni hned za vozem. Na fůře potom stojí stvůra namalovaná monochromaticky představující ďábla a anděl, který jediný si povšiml Spasitele v oblaku nad fůrou. Pravé křídlo potom představuje peklo, kde jsou monstra, která vznikla složením částí různých živočichů a rostlin.

## Galerie

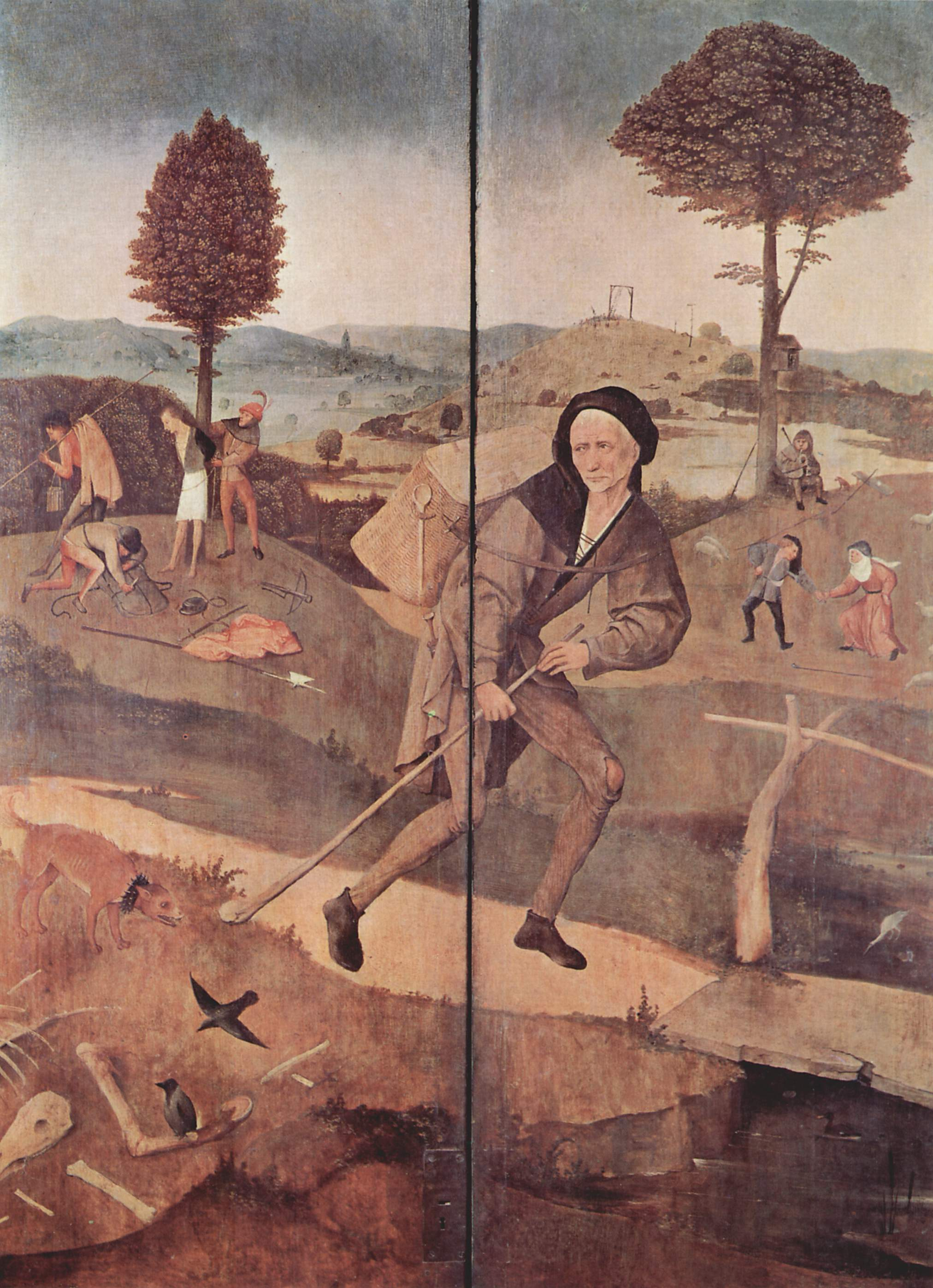
Poutník vyobrazený na venkovních křídlech triptychu
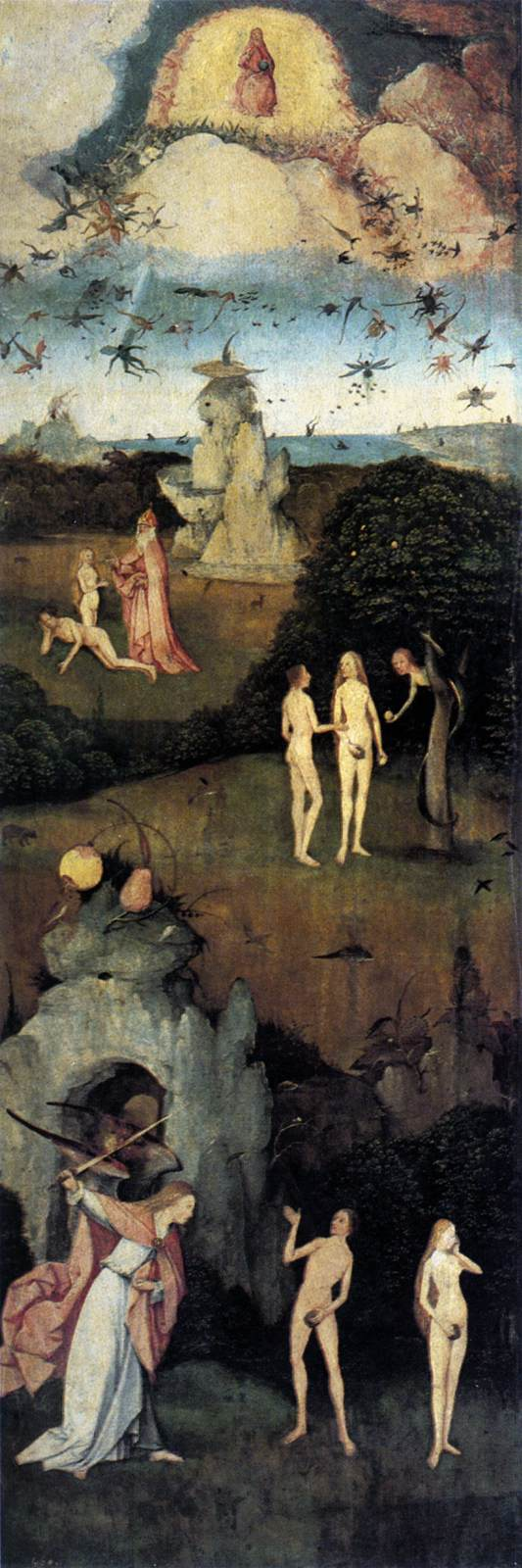
Prvotní hřích (levé křídlo)
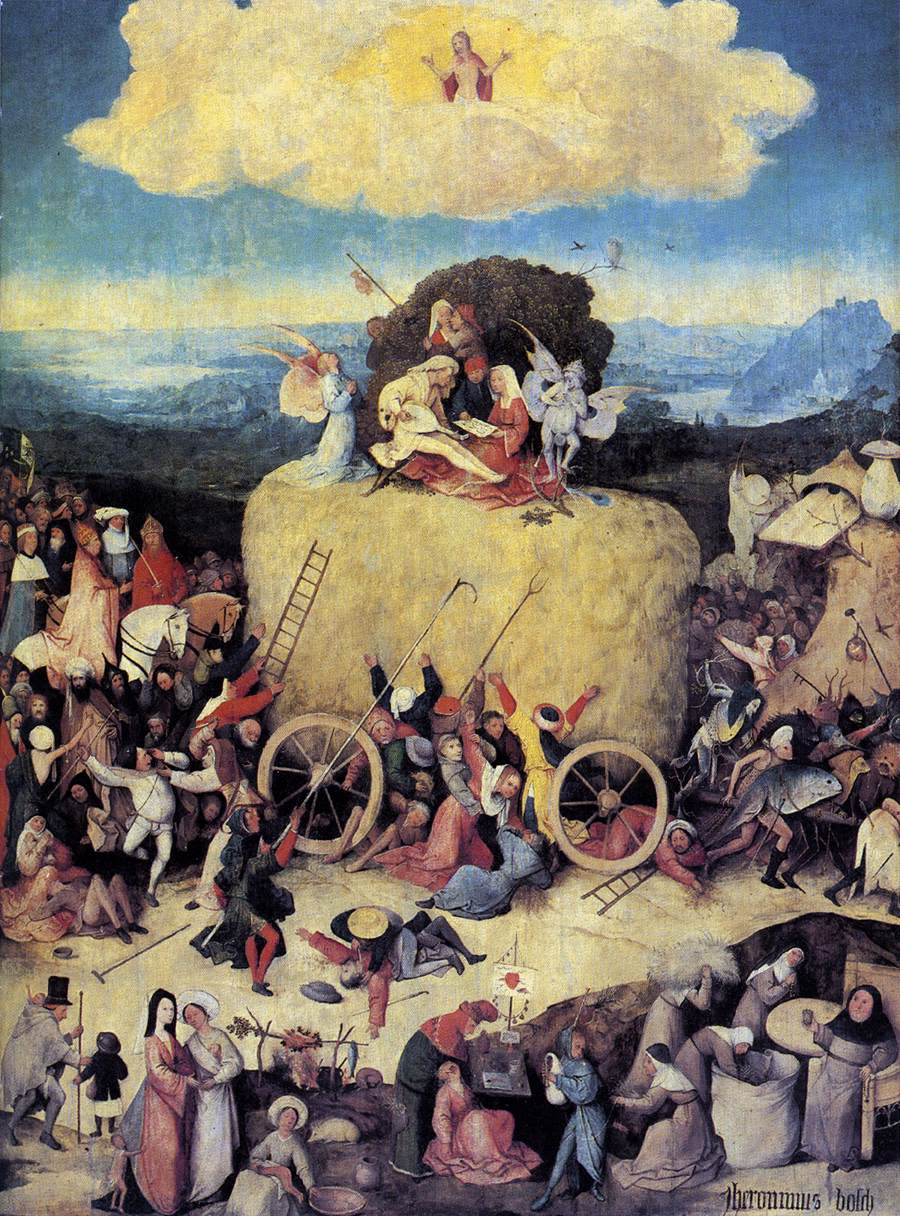
Fůra sena
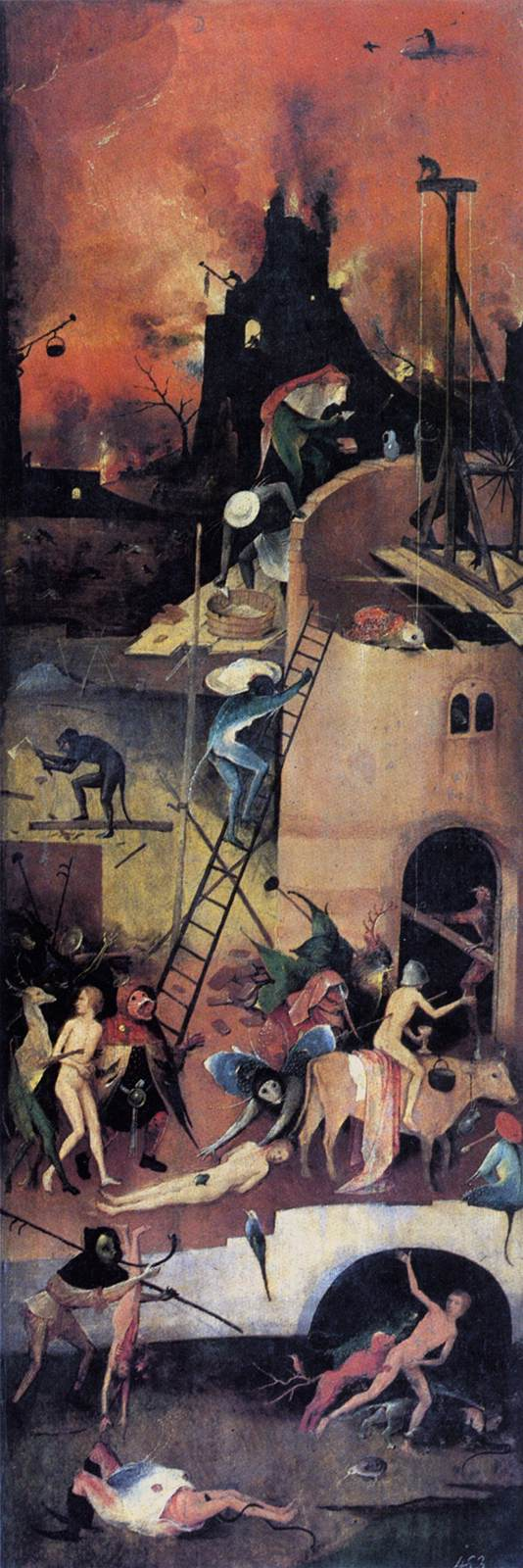
Peklo (pravé křídlo)